# Die Kunst zu gewinnen – Moneyball
Die Kunst zu gewinnen – Moneyball ist ein US-amerikanisches Sportdrama unter der Regie von Bennett Miller nach einem Drehbuch von Steven Zaillian, Aaron Sorkin und Stan Chervin aus dem Jahr 2011. Der Film basiert auf dem Buch Moneyball: The Art of Winning an Unfair Game von Michael Lewis. Realer Hintergrund sind die Moneyball Years.

## Handlung
Die Oakland Athletics sind nach einer erfolgreichen Saison in der Major League Baseball  als Divisions-Meister bereits in der ersten Runde der Playoffs gescheitert, die wenigen Topspieler des Clubs wechseln zur zahlungskräftigen Konkurrenz. Der ehrgeizige Teammanager Billy Beane, der vergeblich versucht, den Clubbesitzer und Geldgeber zu mehr Transferspielraum zu bewegen, merkt, dass der Verein in einer Sackgasse steckt. Gegen heftigen Widerstand der clubeigenen Scouts unter Wortführerschaft des erfahrenen Grady Fuson sowie des Trainers Art Howe beginnt Beane, mit Hilfe eines jungen Yale-Absolventen, dem Computernerd und Baseballfan Peter Brand, das Team auf Basis der damals in der Baseballszene verspotteten Sabermetrics, einem computergestützten Statistikverfahren, neu zu besetzen. Dabei verpflichten sie Spieler, die nach dem klassischen Auswahlverfahren nicht hoch bewertet wurden und deshalb günstig zu haben sind.
Zu Beginn der neuen Saison scheint es, als ginge der Plan nicht auf. Oakland verliert ein ums andere Spiel, die Medien fallen über Beane her und die vereinsinternen Kritiker scheinen Recht zu behalten. Trainer Howe ignoriert zudem die angedachten Aufstellungen Beanes, da er um seinen Ruf fürchtet, und setzt stattdessen auf die verbliebenen, alteingesessenen Spieler. Beane und Brand, zwischenzeitlich von Selbstzweifeln geplagt, halten eisern an ihrer Strategie fest, und schließlich verkauft Beane sogar einige Stammspieler, um Howe zu einem Wechsel der Aufstellung zu zwingen. Und tatsächlich beginnen die Athletics ihre Spiele nun zu gewinnen. Eine Erfolgsserie gipfelt gar in einem neuen historischen Ligarekord von 20 Siegen in Folge. Doch wie schon in der Vorsaison scheitert Oakland in der ersten Knockout-Runde.
Frustriert wähnt Beane seine Idee als gescheitert, doch seine Errungenschaften sind nicht unentdeckt geblieben. Der Besitzer der renommierten Boston Red Sox, der von Beanes Arbeit begeistert ist, bietet ihm den Posten des General Manager und ein astronomisches Gehalt an.
Im Abspann wird erwähnt, dass Beane das Angebot abgelehnt und sich entschlossen hat, weiter für Oakland tätig zu sein und dass die Red Sox auch ohne Beane das Moneyball-System adaptierten und so zum ersten Mal seit 86 Jahren die World Series gewinnen konnten.

## Hintergrund
Der lange Entstehungsprozess des Films, der im Jahr 2004 mit dem Erwerb der Rechte durch Columbia Pictures und einem ersten Drehbuchentwurf von Stan Chervin begann, war von zahlreichen Besetzungsänderungen vor und hinter der Kamera geprägt. Als Regisseur war zunächst David Frankel vorgesehen, der jedoch später durch Steven Soderbergh ersetzt wurde. Dieser entwarf mit Drehbuchautor Steven Zaillian ein neues Konzept, das unkonventionelle Inszenierungselemente wie etwa Einspielungen von Interviews mit realen Persönlichkeiten vorsah. Wenige Tage vor dem geplanten Beginn der Dreharbeiten im Jahr 2009 entschieden sich die Produzenten um, und Soderbergh wurde durch Bennett Miller ausgetauscht, der wiederum Aaron Sorkin beauftragte, das Drehbuch ein weiteres Mal umzuschreiben. Auch der Plan, ehemalige Spieler wie Hatteberg und Justice sich selbst spielen zu lassen, wurde verworfen. Moneyball feierte schließlich am 9. September 2011 in Toronto Premiere. In Deutschland kam er am 2. Februar 2012 in die Kinos. Die 50 Millionen US-Dollar teure Produktion spielte weltweit in den Kinos 110 Millionen US-Dollar ein.

## Abweichungen von den realen Begebenheiten

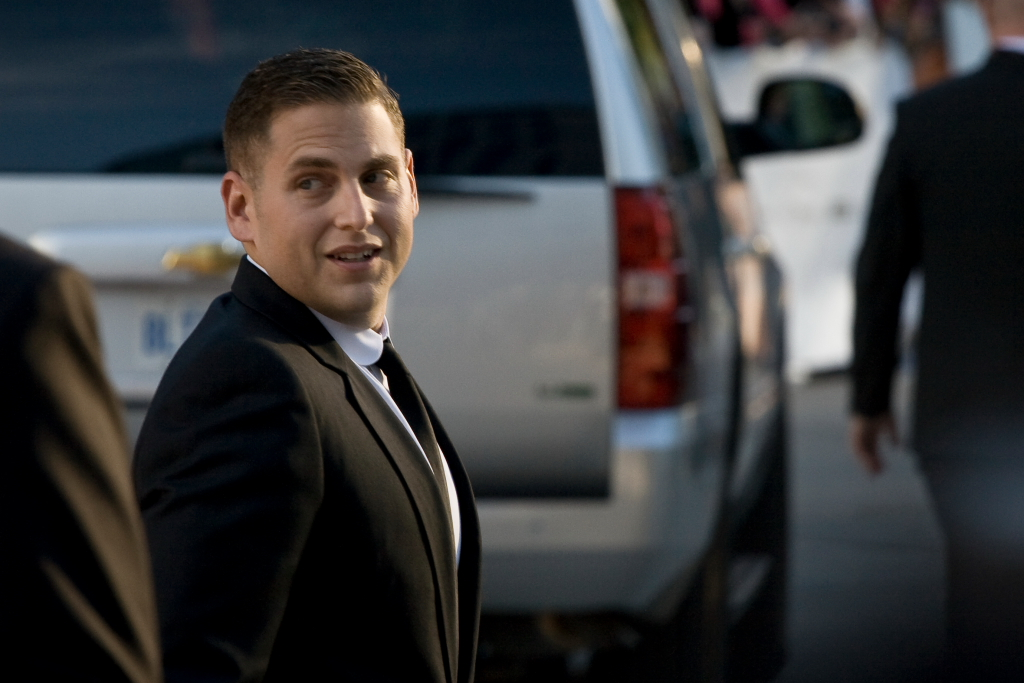
Jonah Hill, hier bei der Premiere in Toronto, spielt Peter Brand

Während die Moneyball-Years im Großen und Ganzen authentisch wiedergegeben sind, wird im Film suggeriert, Beane sei erst als General Manager mit den Sabermetrics in Kontakt gekommen. Tatsächlich aber war auch sein Vorgänger in dieser Position, Sandy Alderson, unter dem Beane als Assistent arbeitete, an dem neuen Statistikverfahren interessiert und hatte, wenn auch in geringerem Maße als später Beane, begonnen, Spieler anhand der so gewonnenen Daten zu analysieren. Da Paul DePodesta, dem realen Assistenten von Billy Beane, die Darstellung seiner Person in Sorkins neuer Drehbuchversion zu fiktiv erschien, ließ er untersagen, seinen Namen zu verwenden, so dass der Charakter den fiktiven Namen Peter Brand erhielt. Die Rolle, für die zunächst Demetri Martin gecastet worden war, wurde an Jonah Hill vergeben. 
Art Howe zeigte sich enttäuscht von der Darstellung seiner Person sowohl in Lewis’ Buchvorlage als auch im Drehbuch. Der Konflikt zwischen ihm und Beane sei zugunsten von Beanes Sichtweise und dessen fehlender Wertschätzung ihm gegenüber dargestellt. Er legte jedoch keinen Widerspruch gegen die Nennung seines Namens ein.

## Auszeichnungen
Die Produktion erhielt sechs Oscarnominierungen, darunter als bester Film sowie für die männliche Haupt- (Brad Pitt) und Nebenrolle (Jonah Hill). Das American Film Institute kürte den Film zu einem der Movies of the Year. Diverse Auszeichnungen erhielt das adaptierte Drehbuch von Zaillian und Sorkin, darunter den Preis der National Society of Film Critics, den BFCA-Award, den New York-, Toronto- und Chicago Film Critics Award.

## Kritiken
Auf Rotten Tomatoes sind fast ausschließlich positive Kritiken verzeichnet (94 %). Das deutsche Filmmagazin Filmstarts vergab 4,5 von 5 möglichen Sternen und schrieb, Moneyball sei ein „mitreißendes wie aufschlussreiches Meisterstück“. Obwohl die Handlung fast ausschließlich abseits des Feldes stattfinde, sei er „einer der besten Sportfilme überhaupt.“ Im Spiegel hieß es, selbst Kinozuschauer, die keine Ahnung von Baseball hätten, würden von Moneyball gefesselt sein. Dies liege an einem „virtuosen Drehbuch“ und einem „brillanten Brad Pitt in der Rolle des lakonischen Baseball-Reformers.“